# Габалинский клад
Габалинский клад (азерб. Qəbələ dəfinələri) — денежные клады, раскопанные в разные годы вблизи остатков азербайджанского города Кабала, являвшегося столицей Кавказской Албании.

## Клады монет
Первый клад, обнаруженный в 1950-х годах, содержит монеты Сасанидского правителя Кубада I (488-531 гг.).
Второй клад, найденный в 1964 году, содержит драхму Парфянского правителя Готарза II, а также динарии Отона и монеты римских императоров: Веспасиана, Траяна и Адриана и более 150 монет Сасанидского правителя Бахрама II (274-291 гг.).
В третьем кладе, найденном в 1966 году, было найдено 700 эллинистических серебряных монет (в том числе 170 иностранных). Среди них встречаются драхмы Александра Македонского (всего семь), парфянских правителей (Аршак, Митридат I, Фраат II), фракийского правителя Лисимаха и селевкидских царей, тетрадрахмы (четыре драхмы) царей Греко-Бактрийского государства. Этот клад был спрятан приблизительно в 120 году до нашей эры и найден случайным образом во время добычи строительного камня. Некоторые денежные единицы в первом, втором и третьем кладах были в обиходе в Кавказской Албании в III-II веках до нашей эры.
Четвертый клад был спрятан в I половине XI века и найден в 1976 году. Он состоит из 53 полных и 1298 раскрошенных монет, отчеканенных в период существования государств Раввадидов, Шаддадидов и Ширваншахов.
В одном из курганов, расположенном в двух километрах к юго-востоку от Габалы, на правом берегу реки Карачай, клад был перекопан землеройными машинами. Это привело к тому, что монеты были разбросаны по всей южной части кургана.
Помимо денежных единиц эллинистических государств, в кладе было обнаружено свыше 500 местных монет.

### Древнейшие монеты
Среди найденных монет наиболее ранними являются драхмы Александра Македонского, отчеканенные в городе Колофон в конце IV века до н.э., а также тетрадрахмы полководца Александра, в последующем фракийского царя Лисимаха. В виду частого употребления эти монеты были сильно потерты.
На лицевой стороне драхм от имени Александра Македонского изображена голова персонажа древнегреческой мифологии - Геракла в львиной шкуре, а на оборотной – восседающий на троне бог грома Зевс с орлом и скипетром.
На лицевой стороне тетрадрахм от имени Лисимаха изображена голова Александра Македонского в диадеме с Аммоновым рогом, а на оборотной стороне – богиня мудрости Афина в шлеме с высоким гребнем в сидячем положении.
Найденные в Габале клады свидетельствуют о том, что в Кавказской Албании начиная с конца IV - начала III веков до н.э. чеканили монеты от имени Александра Македонского.
Что касается селевкидских монет, те стали появляться на рынках Кавказской Албании начиная с 80-х гг. II в. до н.э.